# Balangiga
Balangiga es un municipio de Filipinas en la provincia de Sámar Oriental. Según el censo de 2020, cuenta con 14 341 habitantes. Se conoce por ser sitio de la batalla de Balangiga de 1901 y la masacre que siguió.

## Barangayes
El municipio se subdivide en barangayes.
- Bacjao
- Cag·olangó
- Cansumangcay
- Guinmaayohan
- Población I
- Población II
- Población III
- Población IV
- Población V
- Población VI
- San Miguel
- Santa Rosa
- Maybunga